# Dystrykt Sherani
Dystrykt Sherani – dystrykt w zachodnim Pakistanie w prowincji Beludżystan. Wydzielony z dystryktu Zhob.